# ستيفن جي. كرانتز
ستيفن جي. كرانتز (بالإنجليزية: Steven G. Krantz)‏ هو رياضياتي أمريكي، ولد في 3 فبراير 1951 في سان فرانسيسكو في الولايات المتحدة.